# 報道プライムサンデー
『報道プライムサンデー』（ほうどうプライムサンデー、PRIME sunday）は、2018年4月8日から2019年3月31日までフジテレビ系列（テレビ大分・テレビ宮崎を除く）で毎週日曜 7:30 - 8:25（JST）に生放送されていた朝の報道情報番組である。

## 概要
2018年4月1日まで放送された『新報道2001』に代わる報道番組として放送開始した。『プライムニュース』を構成する番組群の1つをなすが、『イブニング』等と違いストレートニュースは基本的に伝えなかった。
「ニッポンを日曜朝からザワザワ動かす」「1週間に起きた出来事を別番組では見ることができない視点で切り取る」をコンセプトに、1週間のニュースをまとめて伝えた。
番組後半は前番組『報道2001』シリーズと同様に討論コーナーとし、コメンテーターに加え政治家や大学教授などが1つのテーマに沿って議論を行った。
地上波における他の『プライムニュース』ブランドの番組（『FNNプライムニュース デイズ』・『プライムニュース イブニング』・『FNNプライムニュース α』）においてはリアルタイム字幕放送を実施していたが、当番組では実施されなかった。ただし、全編録画放送の回に限り通常の字幕放送は実施された。
なお、「プライムニュース」ブランドの番組においては、左側に天気や最新ニュースを表示する「インフォドック」が関東ローカルで送出されているが、この番組のみ全国に送出されていた。ところがこのインフォドックには天気ループが組み込まれていたため、ループされる都市は主要都市のみに限られており、天気ループと全国送出の相性の悪さが露呈することとなった。
2019年3月末をもって『プライムニュース』ブランドの使用を取りやめたことに伴い、当番組は同年3月31日をもって終了。4月からは後継番組として『日曜報道 THE PRIME』を開始し、メインキャスターは梅津弥英子（フジテレビアナウンサー）が務めている。また、同番組は2019年4月からの統一ブランド『Live News』を構成する番組群には含まれていないが、スタジオセットは一部を除き共用している。

## 出演者
表記がない人物はフジテレビアナウンサー。
メインキャスター（メインMC）
- 佐々木恭子 - 前番組『新報道2001』より続役。

情報プレゼンター
- 奥寺健 -『FNNプライムニュース デイズ』[7]を兼務。

ファシリテーター
- パトリック・ハーラン（パックンマックン）

コメンテーター
- 数名がゲストで出演する。

## コーナー
PRIME FOCUS
番組終盤で放送されるニュースコーナー。同名のコーナーを他の地上波『プライムニュース』でも放送。放送しない日もあった。
週刊パックン“かみつきNEWS”
パックンが1週間のニュースの本質に迫った。
賛否両論!ザワザワ討論
ニュースを紹介した上で討論した。

## ネット局
| 放送対象地域   | 放送局                                          | 系列           | 放送時間         |
| -------------- | ----------------------------------------------- | -------------- | ---------------- |
| 関東広域圏     | フジテレビ（CX） 『報道プライムサンデー』制作局 | フジテレビ系列 | 日曜 7:30 - 8:25 |
| 北海道         | 北海道文化放送（UHB）                           | フジテレビ系列 | 日曜 7:30 - 8:25 |
| 岩手県         | 岩手めんこいテレビ（mit）                       | フジテレビ系列 | 日曜 7:30 - 8:25 |
| 宮城県         | 仙台放送（OX）                                  | フジテレビ系列 | 日曜 7:30 - 8:25 |
| 秋田県         | 秋田テレビ（AKT）                               | フジテレビ系列 | 日曜 7:30 - 8:25 |
| 山形県         | さくらんぼテレビ（SAY）                         | フジテレビ系列 | 日曜 7:30 - 8:25 |
| 福島県         | 福島テレビ（FTV）                               | フジテレビ系列 | 日曜 7:30 - 8:25 |
| 長野県         | 長野放送（NBS）                                 | フジテレビ系列 | 日曜 7:30 - 8:25 |
| 新潟県         | 新潟総合テレビ（NST）                           | フジテレビ系列 | 日曜 7:30 - 8:25 |
| 静岡県         | テレビ静岡（SUT）                               | フジテレビ系列 | 日曜 7:30 - 8:25 |
| 富山県         | 富山テレビ（BBT）                               | フジテレビ系列 | 日曜 7:30 - 8:25 |
| 石川県         | 石川テレビ（ITC）                               | フジテレビ系列 | 日曜 7:30 - 8:25 |
| 福井県         | 福井テレビ（FTB）                               | フジテレビ系列 | 日曜 7:30 - 8:25 |
| 中京広域圏     | 東海テレビ（THK）                               | フジテレビ系列 | 日曜 7:30 - 8:25 |
| 近畿広域圏     | 関西テレビ（KTV）                               | フジテレビ系列 | 日曜 7:30 - 8:25 |
| 鳥取県・島根県 | 山陰中央テレビ（TSK）                           | フジテレビ系列 | 日曜 7:30 - 8:25 |
| 岡山県・香川県 | 岡山放送（OHK）                                 | フジテレビ系列 | 日曜 7:30 - 8:25 |
| 広島県         | テレビ新広島（TSS）                             | フジテレビ系列 | 日曜 7:30 - 8:25 |
| 愛媛県         | テレビ愛媛（EBC）                               | フジテレビ系列 | 日曜 7:30 - 8:25 |
| 高知県         | 高知さんさんテレビ（KSS）                       | フジテレビ系列 | 日曜 7:30 - 8:25 |
| 福岡県         | テレビ西日本（TNC）                             | フジテレビ系列 | 日曜 7:30 - 8:25 |
| 佐賀県         | サガテレビ（sts）                               | フジテレビ系列 | 日曜 7:30 - 8:25 |
| 長崎県         | テレビ長崎（KTN）                               | フジテレビ系列 | 日曜 7:30 - 8:25 |
| 熊本県         | テレビ熊本（TKU）                               | フジテレビ系列 | 日曜 7:30 - 8:25 |
| 鹿児島県       | 鹿児島テレビ（KTS）                             | フジテレビ系列 | 日曜 7:30 - 8:25 |
| 沖縄県         | 沖縄テレビ（OTV）                               | フジテレビ系列 | 日曜 7:30 - 8:25 |

## スタッフ
- 構成：川原慶太郎、石川サトシ、森一盛
- SW：佐藤大視
- 照明：植松晃一
- CAM：奈良岡茂樹、小林重徳
- VE：小島勇二
- 音声：谷川宏輝
- 美術：豊田亮介、永井達也
- アートコーディネーター：塩谷達郎
- 大道具：杉本孝宏
- アクリル装飾：日野直治
- 電飾：後藤佑(祐)介
- CG：岡本英士
- メイク：山田かつら
- ナレーション：多比良健、藤村さおり
- TK：尾木みち、後藤広子
- 編集：鈴木智、関根隆、柳沼政倫、古井晋平、滝原将太、柳下昌路、風間亮
- EED：沢田修、高城昌孝、猪狩賢一、刈屋綾乃、三石紘嗣（三石→以前は編集）、石渡雄太
- 編成：東園基臣、門脇寛至
- 広報：佐々木順子
- 音響効果：VALSE inc.
- 協力：タイトルアート、デジデリック
- スタイリスト：森下嘉子、水野秀彦、漆原志保美
- FD：松岡孝弘
- デスク：松本千夏
- AD：秀島大冶斗、松尾涼太、梅村梨愛、伊藤みず紀、藤本嵩之、澤井彩、伊藤俊輔、姜善蓮
- ディレクター：浦上哲也、高須賀祐樹、深田剛、小野鉄博、前田正樹、石田年弘、原卓也、鈴木こうじ、加藤大典、加藤綾、越田詠人、小関絢也、管野龍介（管野→以前はAD）、佐藤正雄
- 総合演出：福井佳
- プロデューサー：吉澤健一
- チーフプロデューサー：戸塚晶久
- 制作：フジテレビ報道局
- 制作著作：フジテレビ

### 過去のスタッフ
- 構成：田中伊知郎、岡伸晃
- 編成：赤池洋文
- 広報：東野真里奈